# Panek (przedsiębiorstwo)
Panek S.A. – przedsiębiorstwo z siedzibą w Warszawie, utworzone w 2000 roku przez Macieja Panka, działające w branży wypożyczalni samochodów. Firma dysponuje flotą ponad 2000 samochodów w ponad 60 punktach wynajmu w całej Polsce, posiada też przedstawicielstwa na wszystkich polskich lotniskach oraz na Litwie. Spółka obsługuje rocznie ok. 40 000 klientów.
Firma od lipca 2017 roku, oferuje pod nazwą Panek CarSharing bezobsługowy wynajem samochodów typu car-sharing, który jest największą tego typu usługą w Polsce i dziewiątą co do wielkości w Europie.

## Historia
Pierwszy oddział powstał w Lubinie w 2000 roku, gdzie wynajmowano jeden egzemplarz samochodu Daewoo Lanos. W kolejnych latach sukcesywnie zwiększano liczbę samochodów oraz oddziałów na terenie całej Polski. 24 lutego 2009 roku jednoosobowa działalność gospodarcza założyciela została przekształcona w spółkę akcyjną działającą pod nazwą Panek S.A. Dotychczasowy właściciel został prezesem.
W 2015 roku spółka stała się członkiem Polskiego Związku Wynajmów i Leasingów Pojazdów. W 2016 roku spółka wprowadziła do oferty samochody specjalistyczne i rozpoczęła wynajem samochodów dla klientów biznesowych.
W 2017 roku spółka otworzyła pierwszy oddział poza granicami Polski, na lotnisku w Wilnie. W październiku 2020 firma posiadała punkty wynajmu w 57 miastach w Polsce i w 3 miastach na Litwie.
Również w 2017 roku, 9 lipca uruchomiono w strukturach firmy usługę Panek CarSharing polegającą na bezobsługowym wynajmie samochodów za pomocą aplikacji mobilnej na telefony z systemem Android i iOS, która od października 2020 roku dostępna jest w 250 miastach Polski.
Firma pobiła rekord Guinnessa w przejeździe największej liczby samochodów hybrydowych, poprawiając wynik wcześniej ustanowiony przez Amerykanów.
W 2018 i 2019 roku PANEK zmodyfikowała logotyp. Sieć wynajmu powiększyła się o wszystkie polskie lotniska, część galerii handlowych i punkty usługowe.

## Nagrody i wyróżnienia
2015
- Fleet Awards: „Najlepszy wynajem krótkoterminowy”[10]
- Fleet Derby: „Najlepsza usługa flotowa – Short Term Rental” (wynajem krótkoterminowy)[11]
- Nagroda specjalna czytelników miesięcznika „Manager” – jedna z najdynamiczniej rozwijających się polskich marek (21.04.2016) Plebiscyt Globalna Polska

2016
- Fleet Awards: „Najlepszy wynajem krótkoterminowy”[12]
- Fleet Derby: „Najlepszy produkt, usługa flotowa – Short Term Rental”
- Najwyższa Jakość Quality International 2016[13]
- Plebiscyt Globalna Polska – wyróżnienie specjalne od czytelników miesięcznika MB Manager[14]

2017
- Światowy Rekord Guinnessa w przejeździe największej liczby samochodów hybrydowych

2018
- Najbardziej dynamicznie rozwijająca się polska firma – Gazela Biznesu

2019
- Orzeł WPROST[15]